# Liberi
Liberi eller livré er en uniform, der kan bæres fx af lakajer, tjenere, piccoloer og chauffører .
Udtrykket kommer af fransk livrée 'tjenerdragt', egentligt 'udleveret (dragt)'. Ordet er afledt af livrer 'udlevere' .

## Livréfarver
Lakajernes uniformer er i herskabets farver. Således er lakajer ved det danske hof klædt i Oldenborgernes røde og gule farver.
På engelsk anvender man ofte udtrykket livery for at beskrive de farver eller det farveskema som fx en virksomhed eller en idrætsforening benytter.

## Eksterne links
- Wikimedia Commons har flere filer relateret til Liberi